# Far from the Madding Crowd (1915)
Far from the Madding Crowd é um filme de drama mudo britânico de 1915, do gênero drama romântico-histórico, escrito e dirigido por Laurence Trimble, baseado no romance homônimo de Thomas Hardy.

## Elenco
- Florence Turner - Bathsheba Everdene
- Henry Edwards - Gabriel Oak
- Malcolm Cherry - Agricultor Boldwood
- Campbell Gullan - Sargento Troy
- Dorothy Rowan - Lyddie
- Johnny Butt - Lavrador
- John MacAndrews - Lavrador